# 谢尔盖·亚赫纽克
谢尔盖·瓦西里耶维奇·亚赫纽克（羅馬化：Sergey Vasil'yevich Yakhnyuk；1962年7月3日—）是俄罗斯政治人物，第七届和第八届国家杜马的代表。
1984年至1989年，他担任列宁格勒州佩尔沃迈斯基国营农场的首席农艺师。1986年至1989年，他担任苏共市委第一书记。1997年至1999年，他担任列宁格勒州立法议会代表。1999年9月19日当选为列宁格勒州普里奥焦尔斯克区行政长官。2007年至2017年，他在列宁格勒州行政部门工作 2007年8月9日，他被任命为列宁格勒州副州长。2017年，国会杜马议员谢尔盖·纳雷什金辞职担任外国情报局局长后，亚赫纽克在金吉谢普补选中当选为第七届国家杜马代表。2021年9月，他在再次当选为第八届国家杜马代表。

## 制裁
亚赫纽克于2022年因俄乌战争而受到英国政府制裁。